# Pello Bilbao
Pello Bilbao López de Armentia (Guernica y Luno, Biscaia, 25 de fevereiro de 1990) é um ciclista profissional espanhol. Atualmente corre na equipa Team Bahrain Victorious.

## Biografia

### Categorias inferiores

#### Formação no S. C. Gernikesa
Formou-se como ciclista nas fileiras da S. C. Gernikesa dirigida pelo ex-ciclista e mecânico Jesús Ángel Ruiz Terán, um clube de filial convindo da Fundação Euskadi (proprietária da equipa Euskaltel-Euskadi, de categoria ProTour, e de vários filiais). Bilbao converteu-se num dos corredores com bolsa da estrutura dirigida por Miguel Madariaga.
Em 2007, em seu primeiro ano de juvenil, foi sexto no Campeonato da Espanha contrarrelógio.
Em 2008 enfrentava seu segundo e último ano como juvenil. Começou a temporada fazendo com a vitória na primeira prova pontuável do Troféu Euskal Herria: ganhou a Subida a Uzarraga em Anzuola ao chegar em solitário à linha de meta depois de desfazer dos seus rivais na ascensão final. Posteriormente impôs-se também em Albóniga, Mendata, Sodupe, Vale de Yerri e Sangüesa, conseguindo um total de cinco vitórias. Também participou a bom nível em corridas da Copa da Espanha, onde concluiu oitavo.
Nesse ano foi também o primeiro ciclista em participar no programa de intercâmbios da Fundação; devido a isso, durante as duas primeiras semanas de setembro viveu em Marselha para participar em diversas corridas, incluído o Giro da Lunnigiaga de Itália, enrolado nas fileiras do Vélo-Clube La Pomme Marseille.

#### Ciclismo amador

##### 2009
Seu passo ao campo amador produziu-se nas fileiras da equipa alavés Naturgas Energia, filial da Fundação Euskadi. Estreiou na categoria em 2009. Ganhou o Larrabezúa, Anzuola. Esteve a lutar pelo triunfo no Troféu Lehendakari, onde foi finalmente quarto com 108 pontos, vinte menos que o ganhador, o valenciano Ramón Domene (Seguros Bilbao). Foi uma das revelações desse ano.

##### 2010
Em 2010 ganhou o Torneio sub-23. Foi também campeão de Euskadi sub-23. Na Subida a Gorla (Euskaldun) de Vergara foi segundo após um ajustado sprint com Jesús Herrada; o final foi tão apertado que tivesse sido necessário o sistema de foto-finish para decidir o ganhador real; a decisão final correspondeu ao juiz de meta, quem baseando-se no que tinha visto in situ decidiu conceder a vitória a Herrada. A conseguinte polémica (Bilbao mostrou seu desacordo com a decisão dos juízes árbitro e sua equipa reclamou) motivou um debate sobre a necessidade de adotar novas medidas para evitar esse tipo de situações. Na Volta ao Bidasoa finalizou sétimo.
Seu primeiro triunfo da temporada chegou dois meses depois, em maio, quando se impôs na corrida de Natxitua (sub-23) depois de bater com sua ponta de velocidade ao outro fugido. Esse triunfo, conseguiu numa corrida organizada pelo S. C. Gernikesa na que se formou e numa zona utilizada por ele mesmo para seus treinamentos, lhe permitiu ademais escalar à terceira posição do Troféu sub-23. Posteriormente conseguiu também a vitória em Marquina (Lehendakari), bem como em Sopelana (sub-23).
Foi segundo na corrida de Pentecostés (sub-23) de Vergara, em Gatzaga (Euskaldun), e na corrida de San Román de Múgica (sub-23, e organizada pela Gernikesa). O corredor tinha manifestado seu desejo de participar na Bira, a volta por etapas biscaia, se finalmente celebrava-se; no entanto a prova não se disputou por falta de patrocinadores.
Com esses resultados chegou como líder do torneio sub-23 a sua prova de casa, a corrida de San Bartolomé de Guernica y Luno organizada pela Gernikesa e consistente em cinco voltas a Arrazua e uma sexta que incluía a ascensão ao Passo de Biscaia, com início e final no bairro guerniques de Rentería; Bilbao terminou sexto, atrasado por um furo, ainda que seguiu encabeçando a classificação do torneio.
Nas últimas corridas manteve a liderança e proclamou-se vencedor do Troféu sub-23. Ademais, nessa parte final da temporada conseguiu ganhar uma corrida em Vergara: depois dos dois segundos postos conseguidos nas duas corridas celebradas até então na localidade guipuzcoana (Gorla e Pentecostés), fez-se com a vitória na terça, a de San Martín (última corrida do Lehendakari).

### Ciclismo profissional

#### Primeiros anos

##### 2010: estreia em Orbea e salta ao Euskaltel-Euskadi
Em 2010 estreia como profissional no Orbea Continental, de categoria Continental. Na equipa negra teve um destacado início de temporada, com boas atuações na Challenge de Mallorca e a Volta à Andaluzia. Isso, unido ao facto de que o sprinter laranja Koldo Fernández de Larrea tivesse sofrido uma fratura de clavícula durante a rodada andaluza, fez que Miguel Madariaga anunciasse a 1 de março, durante a apresentação oficial do Orbea, que Bilbao passaria à primeira equipa, o Euskaltel-Euskadi de categoria UCI ProTeam.
Sua estreia na formação estava previsto para o Critérium Internacional que disputar-se-ia em Córsega no final desse mês. No entanto, uns dias antes sofreu uma queda quando se treinava e se fraturou o  seu cotovelo esquerdo, causando baixa para dois meses.

## Palmarés
- 2014
  - Klasika Primavera

- 2015
  - 1 etapa da Volta a Castela e Leão
  - 1 etapa da Volta à Turquia
  - Tour de Beauce

- 2016
  - 1 etapa do Volta à Turquia[41]

- 2018
  - 1 etapa do Tour dos Alpes
  - 1 etapa do Critério do Dauphiné

- 2019
  - 1 etapa da Volta a Múrcia
  - 2 etapas do Giro d'Italia
  - 2.º no Campeonato da Espanha Contrarrelógio

- 2020
  - Campeonato da Espanha Contrarrelógio

- 2021
  - 1 etapa do Tour dos Alpes

## Resultados em Grandes Voltas e Campeonato do Mundo
Durante sua corrida desportiva tem conseguido os seguintes postos nas Grandes Voltas e nos Campeonatos do Mundo em estrada:
| Corrida                | Corrida                | 2010 | 2011 | 2012 | 2013 | 2014 | 2015 | 2016 | 2017 | 2018 | 2019 | 2020 | 2021 |
| ---------------------- | ---------------------- | ---- | ---- | ---- | ---- | ---- | ---- | ---- | ---- | ---- | ---- | ---- | ---- |
|                        | Giro d'Italia          | —    | —    | —    | —    | —    | —    | —    | 66.º | 6.º  | 31.º | 5.º  | 13.º |
|                        | Tour de France         | —    | —    | —    | —    | —    | —    | —    | —    | —    | 54.º | 16.º | 9.º  |
|                        | Volta a Espanha        | —    | —    | —    | —    | 60.º | 97.º | 78.º | 23.º | 27.º | —    | —    | —    |
| Mundial em Estrada     | Mundial em Estrada     | —    | —    | —    | —    | —    | —    | —    | —    | —    | —    | 20.º | —    |
| Mundial Contrarrelógio | Mundial Contrarrelógio | —    | —    | —    | —    | —    | —    | —    | —    | —    | —    | 26.º | —    |

—: não participa 
Ab.: abandono

## Equipas
- Orbea Continental (2010)[42]
- Euskaltel-Euskadi (2010[43]-2012)
- Euskaltel Euskadi (2013)
- Caja Rural-Seguros RGA (2014-2016)
- Astana (2017-2019)
- Bahrain[44] (2020-)
  - Team Bahrain McLaren (2020)
  - Team Bahrain Victorious (2021-)